# Región de Woqooyi Galbeed
Woqooyi Galbeed es una región (gobolka) en el norte de Somalia. Su capital es Hargeisa. Limita con Etiopía, las regiones somalíes de Awdal, Sanaag y Togdheer y el golfo de Adén. Woqooyi Galbeed es una de las cinco regiones de la autoproclamada República de Somalilandia y está habitado principalmente por la tribu Isaaq y en parte por los Samaron.
Esta región consiste de 9 distritos:
- Allaybaday
- Baligubadle
- Berbera
- Cadadlay
- Daresalam
- Faraweyne
- Gebilay
- Hargeisa
- Sabawanag
- Salahlay

- Datos: Q877021
- Multimedia: Maroodi Jeeh Region / Q877021